# Elecciones a las Juntas Generales del País Vasco de 1991
Las elecciones a las Juntas Generales del País Vasco de 1991 se celebraron el 26 de mayo de 1991, eligiéndose a los miembros de las Juntas Generales de Álava, de Guipúzcoa y de Vizcaya. 
A lo largo de la misma jornada, se celebraron también elecciones a la mayoría de los Parlamentos Autonómicos de España (con excepción de los parlamentos de Euskadi, Galicia, Cataluña y Andalucía); a los Cabildos Insulares canarios; a los Consejos Insulares de Baleares; al Consejo General de Arán; y a los concejos de Navarra; así como las elecciones municipales.

## Candidatos
En la siguiente tabla se muestran los candidatos a las Juntas Generales del País Vasco, por parte de las formaciones políticas que contaban con representación antes de las elecciones:
| Territorio histórico y Diputado General en la anterior legislatura | Candidatos | Observaciones                                                                                     |
| ------------------------------------------------------------------ | --- | ------------------------------------------------------------------------------------------------- |
| Álava Fernando Buesa (PSE)                                         | - EAJ-PNV: Alberto Ansola - UA: - PSE: - HB: - PP: - EA: - IU-EB: - EE:                                                                                           | - El Partido Popular se presenta por primera vez, tras la refundación de Alianza Popular en 1989. |
| Guipúzcoa Imanol Murua Arregi (EA)                                 | - HB: José Luis Elkoro - EA: Imanol Murua Arregi - EAJ-PNV: Eli Galdós Zubia - PSE: Guillermo Echenique González - EE: - PP: José Eugenio Azpiroz - IU-EB: - CDS: | - El Partido Popular se presenta por primera vez, tras la refundación de Alianza Popular en 1989. |
| Vizcaya José Alberto Pradera (EAJ-PNV)                             | - EAJ-PNV: José Alberto Pradera - PSE: - HB: - PP: - EA: - EE: - IU-EB:                                                                                           | - El Partido Popular se presenta por primera vez, tras la refundación de Alianza Popular en 1989. |

## Resultados electorales
Para optar al reparto de escaños en una circunscripción, la candidatura debe obtener al menos el 3% de los votos válidos emitidos en dicha circunscripción.

El Diputado General es elegido por los miembros de las Juntas Generales una vez constituidas éstas (entre el 1 y el 25 de junio).
| ← Elecciones a las Juntas Generales del País Vasco de 1991 →                                         | |         |         |        |         |             |
| Territorio histórico                                                                                 | Diputado general y gobierno | Partido | Votos   | %      | Escaños | +/-         |
| Álava 51 procuradores/as - Ayala: 6 - Vitoria: 39 - Zuya, Salvatierra, Añana, Campezo y Laguardia: 6 | - Diputado general: Alberto Ansola (EAJ-PNV) - Gobierno: EAJ-PNV (en minoría) - Censo: 213.687 - Abstención: 90.361 (42,29 %) - Nulos: 1.270 (1,03 %) - En blanco: 1.224 (0,99 %)        | EAJ-PNV | 31.535  | 26,1%  | 14      | 4           |
| Álava 51 procuradores/as - Ayala: 6 - Vitoria: 39 - Zuya, Salvatierra, Añana, Campezo y Laguardia: 6 | - Diputado general: Alberto Ansola (EAJ-PNV) - Gobierno: EAJ-PNV (en minoría) - Censo: 213.687 - Abstención: 90.361 (42,29 %) - Nulos: 1.270 (1,03 %) - En blanco: 1.224 (0,99 %)        | UA      | 22.342  | 18,49% | 11      | 11          |
| Álava 51 procuradores/as - Ayala: 6 - Vitoria: 39 - Zuya, Salvatierra, Añana, Campezo y Laguardia: 6 | - Diputado general: Alberto Ansola (EAJ-PNV) - Gobierno: EAJ-PNV (en minoría) - Censo: 213.687 - Abstención: 90.361 (42,29 %) - Nulos: 1.270 (1,03 %) - En blanco: 1.224 (0,99 %)        | PSE     | 22.080  | 18,27% | 11      | =           |
| Álava 51 procuradores/as - Ayala: 6 - Vitoria: 39 - Zuya, Salvatierra, Añana, Campezo y Laguardia: 6 | - Diputado general: Alberto Ansola (EAJ-PNV) - Gobierno: EAJ-PNV (en minoría) - Censo: 213.687 - Abstención: 90.361 (42,29 %) - Nulos: 1.270 (1,03 %) - En blanco: 1.224 (0,99 %)        | HB      | 13.872  | 11,48% | 7       | 1           |
| Álava 51 procuradores/as - Ayala: 6 - Vitoria: 39 - Zuya, Salvatierra, Añana, Campezo y Laguardia: 6 | - Diputado general: Alberto Ansola (EAJ-PNV) - Gobierno: EAJ-PNV (en minoría) - Censo: 213.687 - Abstención: 90.361 (42,29 %) - Nulos: 1.270 (1,03 %) - En blanco: 1.224 (0,99 %)        | PP      | 10.725  | 8,88%  | 3       | 1a          |
| Álava 51 procuradores/as - Ayala: 6 - Vitoria: 39 - Zuya, Salvatierra, Añana, Campezo y Laguardia: 6 | - Diputado general: Alberto Ansola (EAJ-PNV) - Gobierno: EAJ-PNV (en minoría) - Censo: 213.687 - Abstención: 90.361 (42,29 %) - Nulos: 1.270 (1,03 %) - En blanco: 1.224 (0,99 %)        | EA      | 10.570  | 8,75%  | 3       | 9           |
| Álava 51 procuradores/as - Ayala: 6 - Vitoria: 39 - Zuya, Salvatierra, Añana, Campezo y Laguardia: 6 | - Diputado general: Alberto Ansola (EAJ-PNV) - Gobierno: EAJ-PNV (en minoría) - Censo: 213.687 - Abstención: 90.361 (42,29 %) - Nulos: 1.270 (1,03 %) - En blanco: 1.224 (0,99 %)        | EE      | 5.497   | 4,55%  | 2       | 1           |
| Álava 51 procuradores/as - Ayala: 6 - Vitoria: 39 - Zuya, Salvatierra, Añana, Campezo y Laguardia: 6 | - Diputado general: Alberto Ansola (EAJ-PNV) - Gobierno: EAJ-PNV (en minoría) - Censo: 213.687 - Abstención: 90.361 (42,29 %) - Nulos: 1.270 (1,03 %) - En blanco: 1.224 (0,99 %)        | CDS     | 1.685   | 1,39%  | 0       | 3           |
| Álava 51 procuradores/as - Ayala: 6 - Vitoria: 39 - Zuya, Salvatierra, Añana, Campezo y Laguardia: 6 | - Diputado general: Alberto Ansola (EAJ-PNV) - Gobierno: EAJ-PNV (en minoría) - Censo: 213.687 - Abstención: 90.361 (42,29 %) - Nulos: 1.270 (1,03 %) - En blanco: 1.224 (0,99 %)        | IU-EB   | 1.329   | 1,1%   | 0       | =           |
| Guipúzcoa 51 junteros/as - Bidasoa-Oiartzun: 11 - Deba-Urola: 14 - Donostialdea: 17 - Oria: 9        | - Diputado general: Eli Galdós (EAJ-PNV) - Gobierno: EAJ-PNV (en minoría) - Censo: 546.591 - Abstención: 212.971 (38,96 %) - Nulos: 2.381 (0,71 %) - En blanco: 2.929 (0,88 %)           | HB      | 75.666  | 23,05% | 12      | 2           |
| Guipúzcoa 51 junteros/as - Bidasoa-Oiartzun: 11 - Deba-Urola: 14 - Donostialdea: 17 - Oria: 9        | - Diputado general: Eli Galdós (EAJ-PNV) - Gobierno: EAJ-PNV (en minoría) - Censo: 546.591 - Abstención: 212.971 (38,96 %) - Nulos: 2.381 (0,71 %) - En blanco: 2.929 (0,88 %)           | EA      | 69.846  | 21,27% | 12      | 4           |
| Guipúzcoa 51 junteros/as - Bidasoa-Oiartzun: 11 - Deba-Urola: 14 - Donostialdea: 17 - Oria: 9        | - Diputado general: Eli Galdós (EAJ-PNV) - Gobierno: EAJ-PNV (en minoría) - Censo: 546.591 - Abstención: 212.971 (38,96 %) - Nulos: 2.381 (0,71 %) - En blanco: 2.929 (0,88 %)           | EAJ-PNV | 68.735  | 20,94% | 12      | 6           |
| Guipúzcoa 51 junteros/as - Bidasoa-Oiartzun: 11 - Deba-Urola: 14 - Donostialdea: 17 - Oria: 9        | - Diputado general: Eli Galdós (EAJ-PNV) - Gobierno: EAJ-PNV (en minoría) - Censo: 546.591 - Abstención: 212.971 (38,96 %) - Nulos: 2.381 (0,71 %) - En blanco: 2.929 (0,88 %)           | PSE     | 60.231  | 18,35% | 9       | =           |
| Guipúzcoa 51 junteros/as - Bidasoa-Oiartzun: 11 - Deba-Urola: 14 - Donostialdea: 17 - Oria: 9        | - Diputado general: Eli Galdós (EAJ-PNV) - Gobierno: EAJ-PNV (en minoría) - Censo: 546.591 - Abstención: 212.971 (38,96 %) - Nulos: 2.381 (0,71 %) - En blanco: 2.929 (0,88 %)           | EE      | 27.210  | 8,29%  | 4       | 1           |
| Guipúzcoa 51 junteros/as - Bidasoa-Oiartzun: 11 - Deba-Urola: 14 - Donostialdea: 17 - Oria: 9        | - Diputado general: Eli Galdós (EAJ-PNV) - Gobierno: EAJ-PNV (en minoría) - Censo: 546.591 - Abstención: 212.971 (38,96 %) - Nulos: 2.381 (0,71 %) - En blanco: 2.929 (0,88 %)           | PP      | 21.600  | 6,58%  | 2       | 1a          |
| Guipúzcoa 51 junteros/as - Bidasoa-Oiartzun: 11 - Deba-Urola: 14 - Donostialdea: 17 - Oria: 9        | - Diputado general: Eli Galdós (EAJ-PNV) - Gobierno: EAJ-PNV (en minoría) - Censo: 546.591 - Abstención: 212.971 (38,96 %) - Nulos: 2.381 (0,71 %) - En blanco: 2.929 (0,88 %)           | IU-EB   | 3.474   | 1,06%  | 0       | =           |
| Guipúzcoa 51 junteros/as - Bidasoa-Oiartzun: 11 - Deba-Urola: 14 - Donostialdea: 17 - Oria: 9        | - Diputado general: Eli Galdós (EAJ-PNV) - Gobierno: EAJ-PNV (en minoría) - Censo: 546.591 - Abstención: 212.971 (38,96 %) - Nulos: 2.381 (0,71 %) - En blanco: 2.929 (0,88 %)           | CDS     | 993     | 0,3%   | 0       | =           |
| Vizcaya 51 apoderados/as - Bilbao: 16 - Busturia-Uribe: 12 - Durango-Arratia: 9 - Encartaciones: 14  | - Diputado general: José Alberto Pradera (EAJ-PNV) - Gobierno: EAJ-PNV (en minoría) - Censo: 937.121 - Abstención: 392.340 (41,87 %) - Nulos: 4.756 (0,87 %) - En blanco: 5.262 (0,97 %) | EAJ-PNV | 193.413 | 36,17% | 21      | 5           |
| Vizcaya 51 apoderados/as - Bilbao: 16 - Busturia-Uribe: 12 - Durango-Arratia: 9 - Encartaciones: 14  | - Diputado general: José Alberto Pradera (EAJ-PNV) - Gobierno: EAJ-PNV (en minoría) - Censo: 937.121 - Abstención: 392.340 (41,87 %) - Nulos: 4.756 (0,87 %) - En blanco: 5.262 (0,97 %) | PSE     | 113.380 | 21,2%  | 12      | =a          |
| Vizcaya 51 apoderados/as - Bilbao: 16 - Busturia-Uribe: 12 - Durango-Arratia: 9 - Encartaciones: 14  | - Diputado general: José Alberto Pradera (EAJ-PNV) - Gobierno: EAJ-PNV (en minoría) - Censo: 937.121 - Abstención: 392.340 (41,87 %) - Nulos: 4.756 (0,87 %) - En blanco: 5.262 (0,97 %) | HB      | 83.306  | 15,58% | 8       | 2           |
| Vizcaya 51 apoderados/as - Bilbao: 16 - Busturia-Uribe: 12 - Durango-Arratia: 9 - Encartaciones: 14  | - Diputado general: José Alberto Pradera (EAJ-PNV) - Gobierno: EAJ-PNV (en minoría) - Censo: 937.121 - Abstención: 392.340 (41,87 %) - Nulos: 4.756 (0,87 %) - En blanco: 5.262 (0,97 %) | PP      | 47.552  | 8,89%  | 4       | 3           |
| Vizcaya 51 apoderados/as - Bilbao: 16 - Busturia-Uribe: 12 - Durango-Arratia: 9 - Encartaciones: 14  | - Diputado general: José Alberto Pradera (EAJ-PNV) - Gobierno: EAJ-PNV (en minoría) - Censo: 937.121 - Abstención: 392.340 (41,87 %) - Nulos: 4.756 (0,87 %) - En blanco: 5.262 (0,97 %) | EA      | 42.918  | 8,03%  | 4       | 3           |
| Vizcaya 51 apoderados/as - Bilbao: 16 - Busturia-Uribe: 12 - Durango-Arratia: 9 - Encartaciones: 14  | - Diputado general: José Alberto Pradera (EAJ-PNV) - Gobierno: EAJ-PNV (en minoría) - Censo: 937.121 - Abstención: 392.340 (41,87 %) - Nulos: 4.756 (0,87 %) - En blanco: 5.262 (0,97 %) | EE      | 35.432  | 6,63%  | 2       | 2           |
| Vizcaya 51 apoderados/as - Bilbao: 16 - Busturia-Uribe: 12 - Durango-Arratia: 9 - Encartaciones: 14  | - Diputado general: José Alberto Pradera (EAJ-PNV) - Gobierno: EAJ-PNV (en minoría) - Censo: 937.121 - Abstención: 392.340 (41,87 %) - Nulos: 4.756 (0,87 %) - En blanco: 5.262 (0,97 %) | IU-EB   | 13.061  | 2,44%  | 0       | Crecimiento |
| Vizcaya 51 apoderados/as - Bilbao: 16 - Busturia-Uribe: 12 - Durango-Arratia: 9 - Encartaciones: 14  | - Diputado general: José Alberto Pradera (EAJ-PNV) - Gobierno: EAJ-PNV (en minoría) - Censo: 937.121 - Abstención: 392.340 (41,87 %) - Nulos: 4.756 (0,87 %) - En blanco: 5.262 (0,97 %) | CDS     | 2.547   | 0,48%  | 0       | 1           |

a Respecto de los resultados que obtuvo Alianza Popular en 1987.

## Resultados electorales por circunscripciones

### Álava
| ← Elecciones a las Juntas Generales de Álava de 1991 →       | |         |        |        |              |     |
| Cuadrilla                                                    | Censo | Partido | Votos  | %      | Procuradores | +/- |
| Ayala 6 procuradores (-1)b                                   | - Censo: 26.917 - Votantes: 18.558 (68,95 %) - Abstención: 8.359 (31,05 %) - Nulos: 226 (1,22 %) - Válidos: 18.332 - Blancos: 154 (0,83 %) - A candidaturas: 18.178   | EAJ-PNV | 5.625  | 30,94% | 2            | =   |
| Ayala 6 procuradores (-1)b                                   | - Censo: 26.917 - Votantes: 18.558 (68,95 %) - Abstención: 8.359 (31,05 %) - Nulos: 226 (1,22 %) - Válidos: 18.332 - Blancos: 154 (0,83 %) - A candidaturas: 18.178   | HB      | 3.765  | 20,71% | 2            | =   |
| Ayala 6 procuradores (-1)b                                   | - Censo: 26.917 - Votantes: 18.558 (68,95 %) - Abstención: 8.359 (31,05 %) - Nulos: 226 (1,22 %) - Válidos: 18.332 - Blancos: 154 (0,83 %) - A candidaturas: 18.178   | EA      | 3.090  | 17%    | 1            | =   |
| Ayala 6 procuradores (-1)b                                   | - Censo: 26.917 - Votantes: 18.558 (68,95 %) - Abstención: 8.359 (31,05 %) - Nulos: 226 (1,22 %) - Válidos: 18.332 - Blancos: 154 (0,83 %) - A candidaturas: 18.178   | PSE     | 2.540  | 13,97% | 1            | =   |
| Ayala 6 procuradores (-1)b                                   | - Censo: 26.917 - Votantes: 18.558 (68,95 %) - Abstención: 8.359 (31,05 %) - Nulos: 226 (1,22 %) - Válidos: 18.332 - Blancos: 154 (0,83 %) - A candidaturas: 18.178   | PP      | 1.586  | 8,72%  | 0            | 1a  |
| Ayala 6 procuradores (-1)b                                   | - Censo: 26.917 - Votantes: 18.558 (68,95 %) - Abstención: 8.359 (31,05 %) - Nulos: 226 (1,22 %) - Válidos: 18.332 - Blancos: 154 (0,83 %) - A candidaturas: 18.178   | EE      | 985    | 5,42%  | 0            | =   |
| Ayala 6 procuradores (-1)b                                   | - Censo: 26.917 - Votantes: 18.558 (68,95 %) - Abstención: 8.359 (31,05 %) - Nulos: 226 (1,22 %) - Válidos: 18.332 - Blancos: 154 (0,83 %) - A candidaturas: 18.178   | UA      | 587    | 3,23%  | 0            | =   |
| Vitoria-Gasteiz 39 procuradores (+1)c                        | - Censo: 159.357 - Votantes: 85.698 (53,78 %) - Abstención: 73.659 (46,22 %) - Nulos: 783 (0,91 %) - Válidos: 84.915 - Blancos: 875 (1,02 %) - A candidaturas: 84.040 | UA      | 19.271 | 22,93% | 10           | 10  |
| Vitoria-Gasteiz 39 procuradores (+1)c                        | - Censo: 159.357 - Votantes: 85.698 (53,78 %) - Abstención: 73.659 (46,22 %) - Nulos: 783 (0,91 %) - Válidos: 84.915 - Blancos: 875 (1,02 %) - A candidaturas: 84.040 | EAJ-PNV | 19.037 | 22,65% | 9            | 4   |
| Vitoria-Gasteiz 39 procuradores (+1)c                        | - Censo: 159.357 - Votantes: 85.698 (53,78 %) - Abstención: 73.659 (46,22 %) - Nulos: 783 (0,91 %) - Válidos: 84.915 - Blancos: 875 (1,02 %) - A candidaturas: 84.040 | PSE     | 17.260 | 20,54% | 9            | =   |
| Vitoria-Gasteiz 39 procuradores (+1)c                        | - Censo: 159.357 - Votantes: 85.698 (53,78 %) - Abstención: 73.659 (46,22 %) - Nulos: 783 (0,91 %) - Válidos: 84.915 - Blancos: 875 (1,02 %) - A candidaturas: 84.040 | HB      | 7.890  | 9,39%  | 4            | 1   |
| Vitoria-Gasteiz 39 procuradores (+1)c                        | - Censo: 159.357 - Votantes: 85.698 (53,78 %) - Abstención: 73.659 (46,22 %) - Nulos: 783 (0,91 %) - Válidos: 84.915 - Blancos: 875 (1,02 %) - A candidaturas: 84.040 | PP      | 7.119  | 8,47%  | 3            | =a  |
| Vitoria-Gasteiz 39 procuradores (+1)c                        | - Censo: 159.357 - Votantes: 85.698 (53,78 %) - Abstención: 73.659 (46,22 %) - Nulos: 783 (0,91 %) - Válidos: 84.915 - Blancos: 875 (1,02 %) - A candidaturas: 84.040 | EA      | 5.430  | 6,46%  | 2            | 8   |
| Vitoria-Gasteiz 39 procuradores (+1)c                        | - Censo: 159.357 - Votantes: 85.698 (53,78 %) - Abstención: 73.659 (46,22 %) - Nulos: 783 (0,91 %) - Válidos: 84.915 - Blancos: 875 (1,02 %) - A candidaturas: 84.040 | EE      | 3.948  | 4,7%   | 2            | 1   |
| Vitoria-Gasteiz 39 procuradores (+1)c                        | - Censo: 159.357 - Votantes: 85.698 (53,78 %) - Abstención: 73.659 (46,22 %) - Nulos: 783 (0,91 %) - Válidos: 84.915 - Blancos: 875 (1,02 %) - A candidaturas: 84.040 | CDS     | 1.685  | 2%     | 0            | 3   |
| Vitoria-Gasteiz 39 procuradores (+1)c                        | - Censo: 159.357 - Votantes: 85.698 (53,78 %) - Abstención: 73.659 (46,22 %) - Nulos: 783 (0,91 %) - Válidos: 84.915 - Blancos: 875 (1,02 %) - A candidaturas: 84.040 | IU-EB   | 1.203  | 1,43%  | 0            | =   |
| Zuya, Salvatierra, Añana, Campezo y Laguardia 6 procuradores | - Censo: 27.413 - Votantes: 19.070 (69,57 %) - Abstención: 8.343 (30,43 %) - Nulos: 261 (1,37 %) - Válidos: 18.809 - Blancos: 195 (1,02 %) - A candidaturas: 18.614   | EAJ-PNV | 6.873  | 36,92% | 3            | =   |
| Zuya, Salvatierra, Añana, Campezo y Laguardia 6 procuradores | - Censo: 27.413 - Votantes: 19.070 (69,57 %) - Abstención: 8.343 (30,43 %) - Nulos: 261 (1,37 %) - Válidos: 18.809 - Blancos: 195 (1,02 %) - A candidaturas: 18.614   | UA      | 2.484  | 13,34% | 1            | 1   |
| Zuya, Salvatierra, Añana, Campezo y Laguardia 6 procuradores | - Censo: 27.413 - Votantes: 19.070 (69,57 %) - Abstención: 8.343 (30,43 %) - Nulos: 261 (1,37 %) - Válidos: 18.809 - Blancos: 195 (1,02 %) - A candidaturas: 18.614   | PSE     | 2.280  | 12,25% | 1            | =   |
| Zuya, Salvatierra, Añana, Campezo y Laguardia 6 procuradores | - Censo: 27.413 - Votantes: 19.070 (69,57 %) - Abstención: 8.343 (30,43 %) - Nulos: 261 (1,37 %) - Válidos: 18.809 - Blancos: 195 (1,02 %) - A candidaturas: 18.614   | HB      | 2.217  | 11,91% | 1            | =   |
| Zuya, Salvatierra, Añana, Campezo y Laguardia 6 procuradores | - Censo: 27.413 - Votantes: 19.070 (69,57 %) - Abstención: 8.343 (30,43 %) - Nulos: 261 (1,37 %) - Válidos: 18.809 - Blancos: 195 (1,02 %) - A candidaturas: 18.614   | EA      | 2.050  | 11,01% | 0            | 1   |
| Zuya, Salvatierra, Añana, Campezo y Laguardia 6 procuradores | - Censo: 27.413 - Votantes: 19.070 (69,57 %) - Abstención: 8.343 (30,43 %) - Nulos: 261 (1,37 %) - Válidos: 18.809 - Blancos: 195 (1,02 %) - A candidaturas: 18.614   | PP      | 2.020  | 10,85% | 0            | =a  |
| Zuya, Salvatierra, Añana, Campezo y Laguardia 6 procuradores | - Censo: 27.413 - Votantes: 19.070 (69,57 %) - Abstención: 8.343 (30,43 %) - Nulos: 261 (1,37 %) - Válidos: 18.809 - Blancos: 195 (1,02 %) - A candidaturas: 18.614   | EE      | 564    | 3,03%  | 0            | =   |
| Zuya, Salvatierra, Añana, Campezo y Laguardia 6 procuradores | - Censo: 27.413 - Votantes: 19.070 (69,57 %) - Abstención: 8.343 (30,43 %) - Nulos: 261 (1,37 %) - Válidos: 18.809 - Blancos: 195 (1,02 %) - A candidaturas: 18.614   | IU-EB   | 126    | 0,68%  | 0            | =   |

a Respecto de los resultados que obtuvo Alianza Popular en 1987.

b Un procurador menos respecto de 1987.

c Un procurador más respecto de 1987.

### Guipúzcoa
| ← Elecciones a las Juntas Generales de Guipúzcoa de 1991 → | |         |        |        |          |     |
| Comarcas                                                   | Censo | Partido | Votos  | %      | Junteros | +/- |
| Bidasoa-Oiartzun 11 junteros                               | - Censo: 112.671 - Votantes: 62.982 (55,9 %) - Abstención: 49.689 (44,1 %) - Nulos: 547 (0,87 %) - Válidos: 62.435 - Blancos: 589 (0,94 %) - A candidaturas: 61.846   | PSE     | 16.438 | 26,58% | 3        | =   |
| Bidasoa-Oiartzun 11 junteros                               | - Censo: 112.671 - Votantes: 62.982 (55,9 %) - Abstención: 49.689 (44,1 %) - Nulos: 547 (0,87 %) - Válidos: 62.435 - Blancos: 589 (0,94 %) - A candidaturas: 61.846   | HB      | 14.924 | 24,13% | 3        | =   |
| Bidasoa-Oiartzun 11 junteros                               | - Censo: 112.671 - Votantes: 62.982 (55,9 %) - Abstención: 49.689 (44,1 %) - Nulos: 547 (0,87 %) - Válidos: 62.435 - Blancos: 589 (0,94 %) - A candidaturas: 61.846   | EA      | 9.753  | 15,77% | 2        | 1   |
| Bidasoa-Oiartzun 11 junteros                               | - Censo: 112.671 - Votantes: 62.982 (55,9 %) - Abstención: 49.689 (44,1 %) - Nulos: 547 (0,87 %) - Válidos: 62.435 - Blancos: 589 (0,94 %) - A candidaturas: 61.846   | EAJ-PNV | 9.727  | 15,73% | 2        | 1   |
| Bidasoa-Oiartzun 11 junteros                               | - Censo: 112.671 - Votantes: 62.982 (55,9 %) - Abstención: 49.689 (44,1 %) - Nulos: 547 (0,87 %) - Válidos: 62.435 - Blancos: 589 (0,94 %) - A candidaturas: 61.846   | EE      | 5.485  | 8,87%  | 1        | =   |
| Bidasoa-Oiartzun 11 junteros                               | - Censo: 112.671 - Votantes: 62.982 (55,9 %) - Abstención: 49.689 (44,1 %) - Nulos: 547 (0,87 %) - Válidos: 62.435 - Blancos: 589 (0,94 %) - A candidaturas: 61.846   | PP      | 3.891  | 6,29%  | 0        | =a  |
| Bidasoa-Oiartzun 11 junteros                               | - Censo: 112.671 - Votantes: 62.982 (55,9 %) - Abstención: 49.689 (44,1 %) - Nulos: 547 (0,87 %) - Válidos: 62.435 - Blancos: 589 (0,94 %) - A candidaturas: 61.846   | EB-B    | 1.033  | 1,67%  | 0        | =   |
| Bidasoa-Oiartzun 11 junteros                               | - Censo: 112.671 - Votantes: 62.982 (55,9 %) - Abstención: 49.689 (44,1 %) - Nulos: 547 (0,87 %) - Válidos: 62.435 - Blancos: 589 (0,94 %) - A candidaturas: 61.846   | CDS     | 595    | 0,96%  | 0        | =   |
| Deba-Urola 14 junteros                                     | - Censo: 150.607 - Votantes: 98.791 (65,6 %) - Abstención: 51.816 (34,4 %) - Nulos: 632 (0,64 %) - Válidos: 98.159 - Blancos: 736 (0,75 %) - A candidaturas: 97.425   | EAJ-PNV | 29.998 | 30,79% | 5        | 2   |
| Deba-Urola 14 junteros                                     | - Censo: 150.607 - Votantes: 98.791 (65,6 %) - Abstención: 51.816 (34,4 %) - Nulos: 632 (0,64 %) - Válidos: 98.159 - Blancos: 736 (0,75 %) - A candidaturas: 97.425   | HB      | 22.482 | 23,08% | 3        | 1   |
| Deba-Urola 14 junteros                                     | - Censo: 150.607 - Votantes: 98.791 (65,6 %) - Abstención: 51.816 (34,4 %) - Nulos: 632 (0,64 %) - Válidos: 98.159 - Blancos: 736 (0,75 %) - A candidaturas: 97.425   | EA      | 20.201 | 20,73% | 3        | 1   |
| Deba-Urola 14 junteros                                     | - Censo: 150.607 - Votantes: 98.791 (65,6 %) - Abstención: 51.816 (34,4 %) - Nulos: 632 (0,64 %) - Válidos: 98.159 - Blancos: 736 (0,75 %) - A candidaturas: 97.425   | PSE     | 14.645 | 15,03% | 2        | =a  |
| Deba-Urola 14 junteros                                     | - Censo: 150.607 - Votantes: 98.791 (65,6 %) - Abstención: 51.816 (34,4 %) - Nulos: 632 (0,64 %) - Válidos: 98.159 - Blancos: 736 (0,75 %) - A candidaturas: 97.425   | EE      | 5.824  | 5,98%  | 1        | =   |
| Deba-Urola 14 junteros                                     | - Censo: 150.607 - Votantes: 98.791 (65,6 %) - Abstención: 51.816 (34,4 %) - Nulos: 632 (0,64 %) - Válidos: 98.159 - Blancos: 736 (0,75 %) - A candidaturas: 97.425   | PP      | 3.258  | 3,34%  | 0        | =   |
| Deba-Urola 14 junteros                                     | - Censo: 150.607 - Votantes: 98.791 (65,6 %) - Abstención: 51.816 (34,4 %) - Nulos: 632 (0,64 %) - Válidos: 98.159 - Blancos: 736 (0,75 %) - A candidaturas: 97.425   | IU-EB   | 1.017  | 1,04%  | 0        | =   |
| Donostialdea 17 junteros (+1)b                             | - Censo: 181.705 - Votantes: 104.489 (57,5 %) - Abstención: 77.216 (42,5 %) - Nulos: 676 (0,65 %) - Válidos: 103.813 - Blancos: 1.040 (1 %) - A candidaturas: 102.773 | EA      | 22.393 | 21,79% | 4        | 1a  |
| Donostialdea 17 junteros (+1)b                             | - Censo: 181.705 - Votantes: 104.489 (57,5 %) - Abstención: 77.216 (42,5 %) - Nulos: 676 (0,65 %) - Válidos: 103.813 - Blancos: 1.040 (1 %) - A candidaturas: 102.773 | HB      | 21.075 | 20,51% | 4        | =   |
| Donostialdea 17 junteros (+1)b                             | - Censo: 181.705 - Votantes: 104.489 (57,5 %) - Abstención: 77.216 (42,5 %) - Nulos: 676 (0,65 %) - Válidos: 103.813 - Blancos: 1.040 (1 %) - A candidaturas: 102.773 | PSE     | 20.076 | 19,53% | 3        | =   |
| Donostialdea 17 junteros (+1)b                             | - Censo: 181.705 - Votantes: 104.489 (57,5 %) - Abstención: 77.216 (42,5 %) - Nulos: 676 (0,65 %) - Válidos: 103.813 - Blancos: 1.040 (1 %) - A candidaturas: 102.773 | EAJ-PNV | 16.238 | 15,8%  | 3        | 2   |
| Donostialdea 17 junteros (+1)b                             | - Censo: 181.705 - Votantes: 104.489 (57,5 %) - Abstención: 77.216 (42,5 %) - Nulos: 676 (0,65 %) - Válidos: 103.813 - Blancos: 1.040 (1 %) - A candidaturas: 102.773 | PP      | 12.811 | 12,47% | 2        | 1a  |
| Donostialdea 17 junteros (+1)b                             | - Censo: 181.705 - Votantes: 104.489 (57,5 %) - Abstención: 77.216 (42,5 %) - Nulos: 676 (0,65 %) - Válidos: 103.813 - Blancos: 1.040 (1 %) - A candidaturas: 102.773 | EE      | 8.207  | 7,99%  | 1        | =   |
| Donostialdea 17 junteros (+1)b                             | - Censo: 181.705 - Votantes: 104.489 (57,5 %) - Abstención: 77.216 (42,5 %) - Nulos: 676 (0,65 %) - Válidos: 103.813 - Blancos: 1.040 (1 %) - A candidaturas: 102.773 | IU-EB   | 1.018  | 0,99%  | 0        | =   |
| Donostialdea 17 junteros (+1)b                             | - Censo: 181.705 - Votantes: 104.489 (57,5 %) - Abstención: 77.216 (42,5 %) - Nulos: 676 (0,65 %) - Válidos: 103.813 - Blancos: 1.040 (1 %) - A candidaturas: 102.773 | CDS     | 398    | 0,39%  | 0        | =   |
| Oria 9 junteros (-1)c                                      | - Censo: 101.608 - Votantes: 67.358 (66,29 %) - Abstención: 34.250 (33,71 %) - Nulos: 526 (0,78 %) - Válidos: 36.832 - Blancos: 564 (0,84 %) - A candidaturas: 66.268 | EA      | 17.499 | 26,41% | 3        | 1   |
| Oria 9 junteros (-1)c                                      | - Censo: 101.608 - Votantes: 67.358 (66,29 %) - Abstención: 34.250 (33,71 %) - Nulos: 526 (0,78 %) - Válidos: 36.832 - Blancos: 564 (0,84 %) - A candidaturas: 66.268 | HB      | 17.185 | 25,93% | 2        | 1   |
| Oria 9 junteros (-1)c                                      | - Censo: 101.608 - Votantes: 67.358 (66,29 %) - Abstención: 34.250 (33,71 %) - Nulos: 526 (0,78 %) - Válidos: 36.832 - Blancos: 564 (0,84 %) - A candidaturas: 66.268 | EAJ-PNV | 12.772 | 19,27% | 2        | 1   |
| Oria 9 junteros (-1)c                                      | - Censo: 101.608 - Votantes: 67.358 (66,29 %) - Abstención: 34.250 (33,71 %) - Nulos: 526 (0,78 %) - Válidos: 36.832 - Blancos: 564 (0,84 %) - A candidaturas: 66.268 | PSE     | 9.072  | 13,69% | 1        | =   |
| Oria 9 junteros (-1)c                                      | - Censo: 101.608 - Votantes: 67.358 (66,29 %) - Abstención: 34.250 (33,71 %) - Nulos: 526 (0,78 %) - Válidos: 36.832 - Blancos: 564 (0,84 %) - A candidaturas: 66.268 | EE      | 7.694  | 11,61% | 1        | =   |
| Oria 9 junteros (-1)c                                      | - Censo: 101.608 - Votantes: 67.358 (66,29 %) - Abstención: 34.250 (33,71 %) - Nulos: 526 (0,78 %) - Válidos: 36.832 - Blancos: 564 (0,84 %) - A candidaturas: 66.268 | PP      | 1.640  | 2,47%  | 0        | =a  |
| Oria 9 junteros (-1)c                                      | - Censo: 101.608 - Votantes: 67.358 (66,29 %) - Abstención: 34.250 (33,71 %) - Nulos: 526 (0,78 %) - Válidos: 36.832 - Blancos: 564 (0,84 %) - A candidaturas: 66.268 | IU-EB   | 406    | 0,61%  | 0        | =   |

a Respecto de los resultados que obtuvo Alianza Popular en 1987.

b Un juntero más respecto de 1987.

c Un juntero menos respecto de 1987.

### Vizcaya
| ← Elecciones a las Juntas Generales de Vizcaya de 1991 → | |         |        |        |            |     |
| Comarcas                                                 | Censo | Partido | Votos  | %      | Apoderados | +/- |
| Bilbao 17 apoderados                                     | - Censo: 311.964 - Votantes: 166.317 (53,31 %) - Abstención: 145.647 (46,69 %) - Nulos: 1.442 (0,87 %) - Válidos: 164.875 - Blancos: 1.602 (0,96 %) - A candidaturas: 163.273 | EAJ-PNV | 58.050 | 35,55% | 7          | 2   |
| Bilbao 17 apoderados                                     | - Censo: 311.964 - Votantes: 166.317 (53,31 %) - Abstención: 145.647 (46,69 %) - Nulos: 1.442 (0,87 %) - Válidos: 164.875 - Blancos: 1.602 (0,96 %) - A candidaturas: 163.273 | PSE     | 34.797 | 21,31% | 4          | =   |
| Bilbao 17 apoderados                                     | - Censo: 311.964 - Votantes: 166.317 (53,31 %) - Abstención: 145.647 (46,69 %) - Nulos: 1.442 (0,87 %) - Válidos: 164.875 - Blancos: 1.602 (0,96 %) - A candidaturas: 163.273 | PP      | 23.371 | 14,31% | 2          | 1a  |
| Bilbao 17 apoderados                                     | - Censo: 311.964 - Votantes: 166.317 (53,31 %) - Abstención: 145.647 (46,69 %) - Nulos: 1.442 (0,87 %) - Válidos: 164.875 - Blancos: 1.602 (0,96 %) - A candidaturas: 163.273 | HB      | 20.059 | 12,29% | 2          | 1   |
| Bilbao 17 apoderados                                     | - Censo: 311.964 - Votantes: 166.317 (53,31 %) - Abstención: 145.647 (46,69 %) - Nulos: 1.442 (0,87 %) - Válidos: 164.875 - Blancos: 1.602 (0,96 %) - A candidaturas: 163.273 | EE      | 11.285 | 6,91%  | 1          | =   |
| Bilbao 17 apoderados                                     | - Censo: 311.964 - Votantes: 166.317 (53,31 %) - Abstención: 145.647 (46,69 %) - Nulos: 1.442 (0,87 %) - Válidos: 164.875 - Blancos: 1.602 (0,96 %) - A candidaturas: 163.273 | EA      | 9.884  | 6,05%  | 1          | 1   |
| Bilbao 17 apoderados                                     | - Censo: 311.964 - Votantes: 166.317 (53,31 %) - Abstención: 145.647 (46,69 %) - Nulos: 1.442 (0,87 %) - Válidos: 164.875 - Blancos: 1.602 (0,96 %) - A candidaturas: 163.273 | IU-EB   | 2.887  | 1,77%  | 0          | =   |
| Bilbao 17 apoderados                                     | - Censo: 311.964 - Votantes: 166.317 (53,31 %) - Abstención: 145.647 (46,69 %) - Nulos: 1.442 (0,87 %) - Válidos: 164.875 - Blancos: 1.602 (0,96 %) - A candidaturas: 163.273 | CDS     | 1.311  | 0,8%   | 0          | 1   |
| Busturia-Uribe 11 apoderados                             | - Censo: 202.928 - Votantes: 126.182 (62,18 %) - Abstención: 76.746 (37,82 %) - Nulos: 985 (0,78 %) - Válidos: 125.197 - Blancos: 1.197 (0,95 %) - A candidaturas: 124.000    | EAJ-PNV | 53.718 | 43,32% | 6          | 1   |
| Busturia-Uribe 11 apoderados                             | - Censo: 202.928 - Votantes: 126.182 (62,18 %) - Abstención: 76.746 (37,82 %) - Nulos: 985 (0,78 %) - Válidos: 125.197 - Blancos: 1.197 (0,95 %) - A candidaturas: 124.000    | HB      | 24.503 | 19,76% | 2          | =   |
| Busturia-Uribe 11 apoderados                             | - Censo: 202.928 - Votantes: 126.182 (62,18 %) - Abstención: 76.746 (37,82 %) - Nulos: 985 (0,78 %) - Válidos: 125.197 - Blancos: 1.197 (0,95 %) - A candidaturas: 124.000    | EA      | 14.510 | 11,7%  | 1          | 1   |
| Busturia-Uribe 11 apoderados                             | - Censo: 202.928 - Votantes: 126.182 (62,18 %) - Abstención: 76.746 (37,82 %) - Nulos: 985 (0,78 %) - Válidos: 125.197 - Blancos: 1.197 (0,95 %) - A candidaturas: 124.000    | PSE     | 12.032 | 9,7%   | 1          | =   |
| Busturia-Uribe 11 apoderados                             | - Censo: 202.928 - Votantes: 126.182 (62,18 %) - Abstención: 76.746 (37,82 %) - Nulos: 985 (0,78 %) - Válidos: 125.197 - Blancos: 1.197 (0,95 %) - A candidaturas: 124.000    | PP      | 9.717  | 7,84%  | 1          | 1a  |
| Busturia-Uribe 11 apoderados                             | - Censo: 202.928 - Votantes: 126.182 (62,18 %) - Abstención: 76.746 (37,82 %) - Nulos: 985 (0,78 %) - Válidos: 125.197 - Blancos: 1.197 (0,95 %) - A candidaturas: 124.000    | EE      | 7.831  | 6,32%  | 0          | 1   |
| Busturia-Uribe 11 apoderados                             | - Censo: 202.928 - Votantes: 126.182 (62,18 %) - Abstención: 76.746 (37,82 %) - Nulos: 985 (0,78 %) - Válidos: 125.197 - Blancos: 1.197 (0,95 %) - A candidaturas: 124.000    | IU-EB   | 1.044  | 0,84%  | 0          | =   |
| Durango-Arratia 9 apoderados                             | - Censo: 163.188 - Votantes: 102.931 (63,08 %) - Abstención: 60.257 (36,92 %) - Nulos: 899 (0,87 %) - Válidos:102.032 - Blancos: 902 (0,88 %) - A candidaturas: 101.130       | EAJ-PNV | 38.158 | 37,73% | 4          | 1   |
| Durango-Arratia 9 apoderados                             | - Censo: 163.188 - Votantes: 102.931 (63,08 %) - Abstención: 60.257 (36,92 %) - Nulos: 899 (0,87 %) - Válidos:102.032 - Blancos: 902 (0,88 %) - A candidaturas: 101.130       | PSE     | 21.296 | 21,06% | 2          | =a  |
| Durango-Arratia 9 apoderados                             | - Censo: 163.188 - Votantes: 102.931 (63,08 %) - Abstención: 60.257 (36,92 %) - Nulos: 899 (0,87 %) - Válidos:102.032 - Blancos: 902 (0,88 %) - A candidaturas: 101.130       | HB      | 18.939 | 18,73% | 2          | =   |
| Durango-Arratia 9 apoderados                             | - Censo: 163.188 - Votantes: 102.931 (63,08 %) - Abstención: 60.257 (36,92 %) - Nulos: 899 (0,87 %) - Válidos:102.032 - Blancos: 902 (0,88 %) - A candidaturas: 101.130       | EA      | 8.841  | 8,74%  | 1          | =   |
| Durango-Arratia 9 apoderados                             | - Censo: 163.188 - Votantes: 102.931 (63,08 %) - Abstención: 60.257 (36,92 %) - Nulos: 899 (0,87 %) - Válidos:102.032 - Blancos: 902 (0,88 %) - A candidaturas: 101.130       | EE      | 5.754  | 5,69%  | 0          | 1   |
| Durango-Arratia 9 apoderados                             | - Censo: 163.188 - Votantes: 102.931 (63,08 %) - Abstención: 60.257 (36,92 %) - Nulos: 899 (0,87 %) - Válidos:102.032 - Blancos: 902 (0,88 %) - A candidaturas: 101.130       | PP      | 5.169  | 5,11%  | 0          | =   |
| Durango-Arratia 9 apoderados                             | - Censo: 163.188 - Votantes: 102.931 (63,08 %) - Abstención: 60.257 (36,92 %) - Nulos: 899 (0,87 %) - Válidos:102.032 - Blancos: 902 (0,88 %) - A candidaturas: 101.130       | IU-EB   | 2.340  | 2,31%  | 0          | =   |
| Encartaciones 14 apoderados                              | - Censo: 259.041 - Votantes: 149.351 (57,66 %) - Abstención: 109.690 (42,34 %) - Nulos: 1.430 (0,96 %) - Válidos: 147.921 - Blancos: 1.561 (1,05 %) - A candidaturas: 146.360 | PSE     | 45.255 | 30,92% | 5          | =   |
| Encartaciones 14 apoderados                              | - Censo: 259.041 - Votantes: 149.351 (57,66 %) - Abstención: 109.690 (42,34 %) - Nulos: 1.430 (0,96 %) - Válidos: 147.921 - Blancos: 1.561 (1,05 %) - A candidaturas: 146.360 | EAJ-PNV | 43.487 | 29,71% | 4          | 1   |
| Encartaciones 14 apoderados                              | - Censo: 259.041 - Votantes: 149.351 (57,66 %) - Abstención: 109.690 (42,34 %) - Nulos: 1.430 (0,96 %) - Válidos: 147.921 - Blancos: 1.561 (1,05 %) - A candidaturas: 146.360 | HB      | 19.805 | 13,53% | 2          | 1   |
| Encartaciones 14 apoderados                              | - Censo: 259.041 - Votantes: 149.351 (57,66 %) - Abstención: 109.690 (42,34 %) - Nulos: 1.430 (0,96 %) - Válidos: 147.921 - Blancos: 1.561 (1,05 %) - A candidaturas: 146.360 | EE      | 10.562 | 7,22%  | 1          | =   |
| Encartaciones 14 apoderados                              | - Censo: 259.041 - Votantes: 149.351 (57,66 %) - Abstención: 109.690 (42,34 %) - Nulos: 1.430 (0,96 %) - Válidos: 147.921 - Blancos: 1.561 (1,05 %) - A candidaturas: 146.360 | EA      | 9.683  | 6,62%  | 1          | 1   |
| Encartaciones 14 apoderados                              | - Censo: 259.041 - Votantes: 149.351 (57,66 %) - Abstención: 109.690 (42,34 %) - Nulos: 1.430 (0,96 %) - Válidos: 147.921 - Blancos: 1.561 (1,05 %) - A candidaturas: 146.360 | PP      | 9.295  | 6,35%  | 1          | 1a  |
| Encartaciones 14 apoderados                              | - Censo: 259.041 - Votantes: 149.351 (57,66 %) - Abstención: 109.690 (42,34 %) - Nulos: 1.430 (0,96 %) - Válidos: 147.921 - Blancos: 1.561 (1,05 %) - A candidaturas: 146.360 | IU-EB   | 6.790  | 4,64%  | 0          | =   |
| Encartaciones 14 apoderados                              | - Censo: 259.041 - Votantes: 149.351 (57,66 %) - Abstención: 109.690 (42,34 %) - Nulos: 1.430 (0,96 %) - Válidos: 147.921 - Blancos: 1.561 (1,05 %) - A candidaturas: 146.360 | CDS     | 1.236  | 0,84%  | 0          | =   |

a Respecto de los resultados que obtuvo Alianza Popular en 1987.